# Baćevac
Baćevac (srbsky Баћевац) je vesnice ve střední části Srbska, ze správního hlediska spadající pod opštinu Barajevo, součást hlavního města Bělehradu. Rozkládá se mezi potokem Barajevica a řekou Sávou v mírně zvlněné krajině.
V roce 2011 zde žilo  1 942 lidí. Počet obyvatel setrvale stoupá (cca od roku 1970) a to vlivem suburbanizace hlavního města Bělehradu. Z národnostního hlediska je obyvatelstvo téměř zcela srbské národnosti.
Vesnice má vlastní školu a kostel Svaté trojice. Jinak zde není ani souvislejší zástavba (intravilán obce přechází souvisle do krajiny) ani žádné vyšší objekty. Z dopravních staveb má hlavní význam jen silnice regionální kategroie, nejbližší nádraží stojí v nedalekém Barajevu.